# Eystein Orre
Pour les articles homonymes, voir Øystein.
Eystein Orre est un viking norvégien du XIe siècle. Il est mort le 25 septembre 1066 à la bataille de Stamford Bridge, en Grande-Bretagne. Sa vie est principalement connue grâce à la Heimskringla, une saga rédigée au XIIIe siècle par l'Islandais Snorri Sturluson.

## Biographie
Eystein Orre est le fils de Torberg Arneson (no) de Giske et de Ragnhild, la fille d'Erling Skjalgsson de Sola. Sa sœur Tora épouse le roi de Norvège Harald Hardrada. Ce dernier promet à Eystein la main de sa fille Maria, née de son premier mariage avec Élisabeth de Kiev.
En 1066, Eystein accompagne Harald dans son invasion de l'Angleterre. Il reste à Riccall avec la flotte tandis que le roi poursuit son avancée vers York. Le 25 septembre, Harald est tué lors de la bataille de Stamford Bridge contre les troupes du roi anglais Harold Godwinson. Eystein arrive avec des renforts à la fin de la bataille, et sa contre-attaque réussit presque à inverser le cours de l'affrontement, mais il est à son tour tué et l'armée norvégienne est mise en déroute.